# Moivrons
Moivrons é uma comuna francesa na região administrativa de Grande Leste, no departamento de Meurthe-et-Moselle. Estende-se por uma área de 6 km². Em 2010 a comuna tinha 508 habitantes (densidade: 84,7 hab./km²).